# Crassula dentata
Crassula dentata (Thunb., 1794) è una pianta succulenta appartenente alla famiglia delle Crassulaceae, endemica delle Province del Capo, in Sudafrica.
L'epiteto specifico dentata deriva dal latino dens "dente" e -ata "a (forma di)" e si riferisce alle foglie della pianta, che presentano un margine dall'aspetto dentato.

## Descrizione

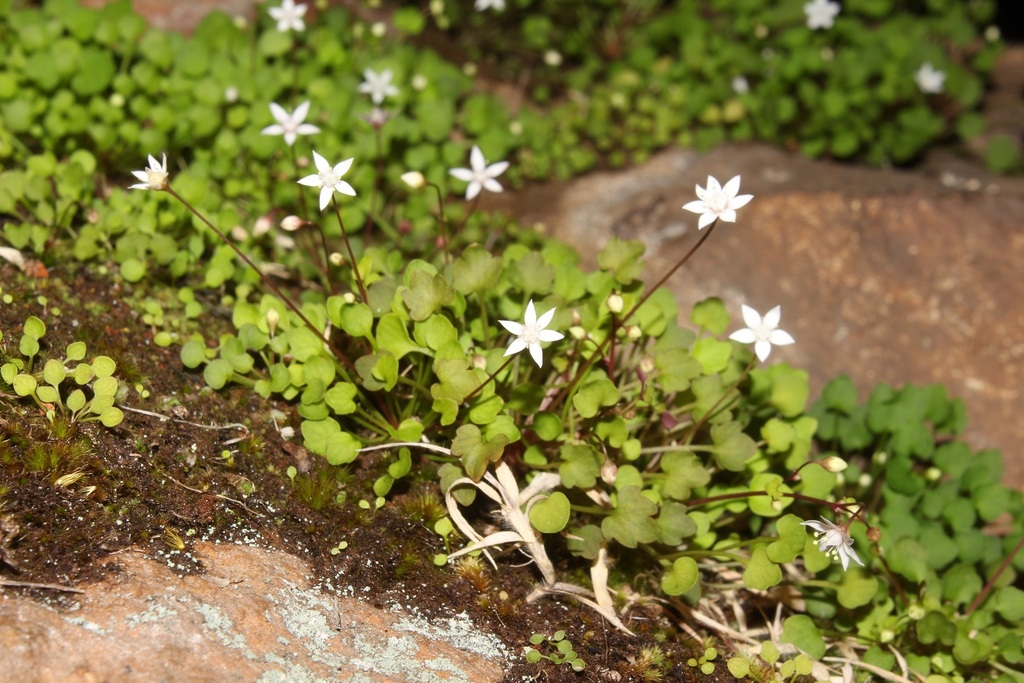
Esemplari di C. dentata all'interno della riserva naturale Bokkeriviere.

C. dentata è una pianta geofita, formata da steli eretti lunghi fino a 20 centimetri. Questi sono scarsamente ramificati ed ancorati al suolo attraverso delle radici tuberiformi, con alcune di tipo fascicolato in posizione avventizia.
Le foglie, disposte a coppie lungo gli steli e a gruppi di quattro alla base, misurano tra i 3 e i 20 millimetri in lunghezza per 3–25 mm in larghezza. Hanno forma da ellittico-ovata ad orbicolare, base cuneata ed estremità da arrotondate a subacute. Il margine è da dentato ad intero, la superficie glabra o, raramente, coperta da una fine peluria, e hanno una colorazione verde. Presentano infine un caratteristico picciolo, lungo tra 6 e 60 millimetri.
Le infiorescenze, che si sviluppano in posizione terminale durante il periodo primaverile-estivo, non presentano alcun peduncolo.
I fiori, pentameri, hanno un calice formato da sepali dalla forma triangolare-lanceolata, lunghi fino a 1,5 mm e dalle estremità da acute ad ottuse. La corolla, a forma di stella e di colore da bianco a crema, è ampia circa 8 mm e composta da petali dalla forma lanceolata, lunghi circa 3,5 mm. Gli stami portano delle antere di colore giallo.

## Distribuzione e habitat
C. dentata è una specie endemica delle province sudafricane del Capo Settentrionale e del Capo Occidentale, particolarmente diffusa sulla catena dei monti Cederberg, nell'area compresa tra la città di Worcester fino a nord dell'insediamento di Vanrhynsdorp.
Si tratta di una pianta tipica dell'ecoregione del fynbos, dove frequentemente cresce in crepe ed anfratti rocciosi riparati, più umidi dell'ambiente circostante. È suddivisa in circa 20 popolazioni, numericamente stabili, e, non essendo soggetta a particolari minacce, viene pertanto classificata come specie a rischio minimo.

## Galleria d'immagini

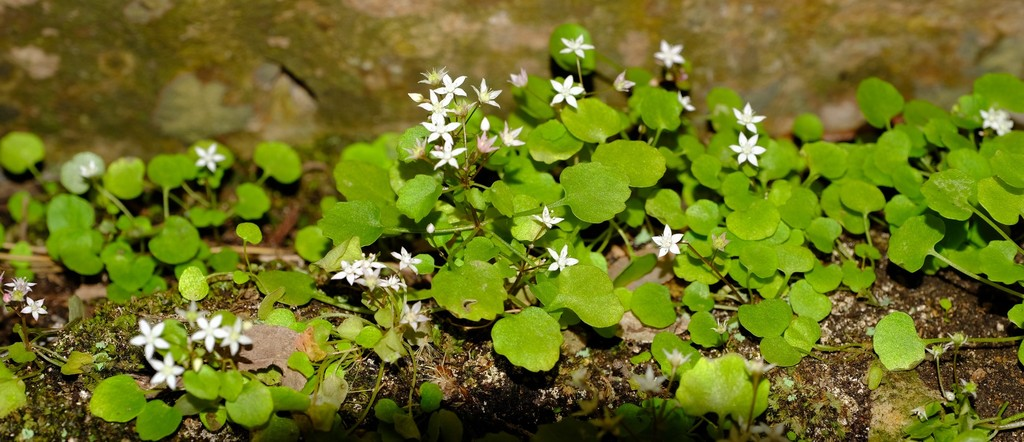
Esemplari di C. dentata nella riserva naturale di Fonteintjiesberg.
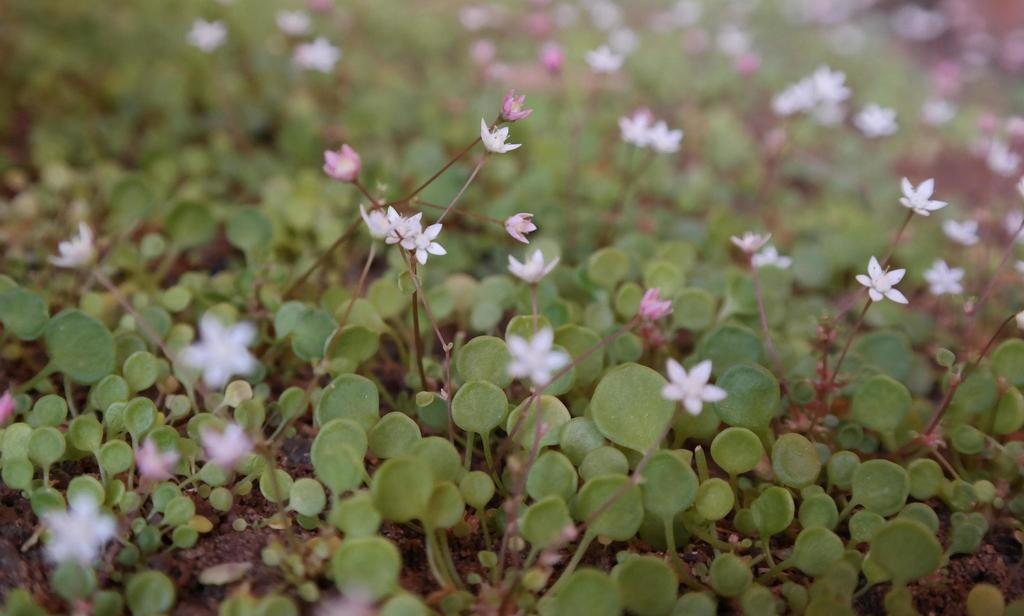
Tappeto erboso formato da esemplari di C. dentata in fiore.
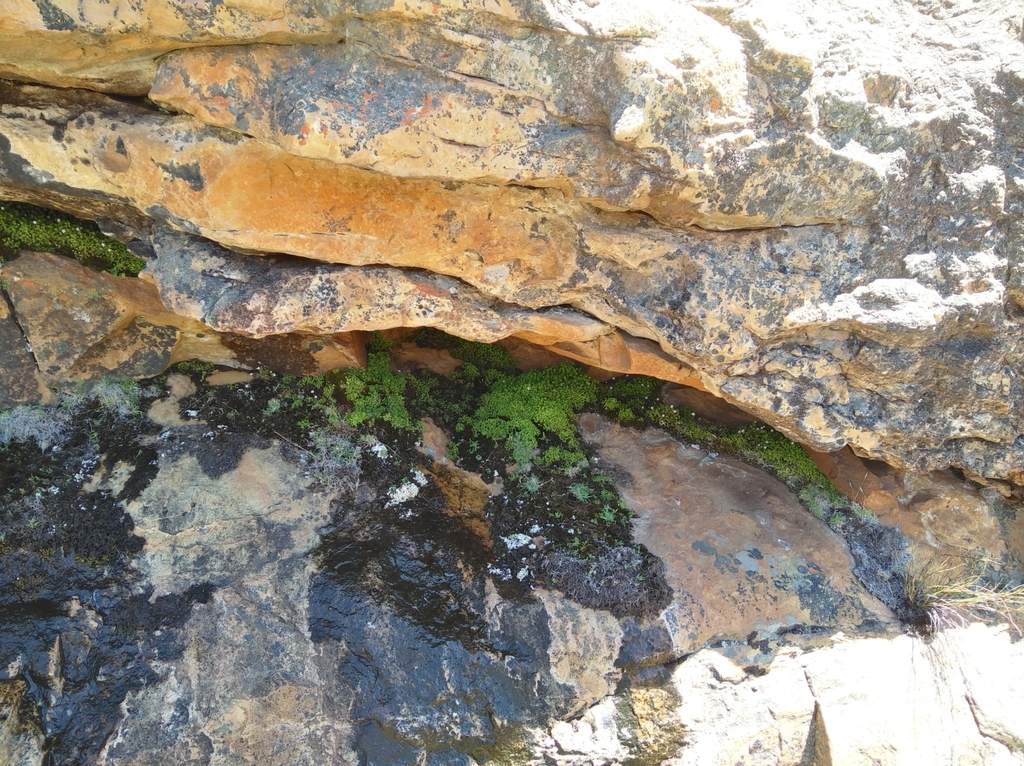
Esemplari di C. dentata all'interno di un anfratto roccioso.